# BOP
«Bop» (Боп)  — щомісячний журнал для дітей і підлітків. Перший випуск вийшов влітку 1983 та видавався видавництвом «Laufer Media»; ця компанія також публікувала журнал «Tiger Beat». Штаб-квартира знаходилася в Студіо Сіті, Лос-Анджелес, Каліфорнія.
Журнал мав різні статті та інтерв'ю, а також рубрику «Fly Free To Hollywood», де читачі мали вгадувати голлівудських знаменитостей по картинкам із їх очима. Побічний журнал, який називається «Big Bopper», або «BB», вийшов в 1986. Журнали «Bop» і «Tiger Beat» були дуже схожими, оскільки мали схожі новини, фотографії, постери, а також редактора.
В 1998 засновник Чак Лауфер (Chuck Laufer) продав журнал медіаконгломерату «Primedia». В 2003 «Primedia» продав «Bop» і «Tiger Beat» Скотту Лауферу (Scott Laufer) з «Summer Balfour». «Bop» припинив існування у липні 2014 року.